# Zsicsao
Zsicsao (egyszerűsített kínai írással: 日照) prefektúra szintű város Kínában, Santung tartományban. Lakosainak száma 2 968 365 fő (2020).

## Népesség
| 2010 | 2 801 013 |
| 2020 | 2 968 365 |

## Testvérvárosok
- Schönebeck
- Alhambra
- Reggio Emilia
- Muroran